# Kyynämöinen
Kyynämöinen eller Kyynämöistenjärvi är en sjö i Finland. Den ligger i kommunen Urais i landskapet Mellersta Finland, i den centrala delen av landet, 260 km norr om huvudstaden Helsingfors. Kyynämöinen ligger 162,9 meter över havet. Den är 13,4 meter djup. Arean är 5,15 kvadratkilometer och strandlinjen är 21,81 kilometer lång. Sjön  ingår i Kymmene älvs huvudavrinningsområde.   I omgivningarna runt Kyynämöinen växer i huvudsak blandskog.